# Goppoltsrieder See
Der Goppoltsrieder See ist ein natürliches Gewässer in der Gemeinde Eberfing beim Weiler Stadel. Der Ablauf des Weihers erfolgt an dessen Westseite und versickert im weiteren Verlauf.
Die Uraufnahme aus dem 19. Jahrhundert belegt, dass der Goppoltsrieder See mit ca. 11,9 Hektar früher mehr als doppelt so groß war wie heute.